# Ernesto Pellegrini
Ernesto Pellegrini (ur. 14 grudnia 1940 w Mediolanie, zm. 31 maja 2025 tamże) – włoski przedsiębiorca oraz działacz sportowy, od 18 stycznia 1984 do 18 lutego 1995 prezydent Interu Mediolan.
Podczas kadencji Pellegriniego na stanowisku prezydenta, Inter zdobył mistrzostwo i Superpuchar Włoch w 1989 oraz dwukrotnie Pucharu UEFA w 1991 (zwycięstwo nad Romą) i 1994 (zwycięstwo nad SV Salzburg).
18 lutego 1995 został zastąpiony na stanowisku prezydenta Interu przez Massimo Morattiego.